# دنمارک، استرالیای غربی
دنمارک (به انگلیسی: Denmark) یک شهرک در استرالیا است که در استرالیای غربی واقع شده‌است.